# Акназаров, Зекерия Шарафутдинович
Зекерия Шарафутдинович Акназаров (22 августа 1924 — 2 апреля 2000) — советский государственный и партийный деятель. Председатель Совета Министров Башкирской АССР (1962—1986).

## Биография
Родился на хуторе Ямашево Зилаирского кантона БАССР (ныне несуществующая деревня Баймакского района Башкортостана) старшим ребёнком в семье крестьянина Шарафутдина Гиляжевича Акназарова, занимавшегося заготовкой досок.
Окончил Темясовское педагогическое училище в 1940 году. С 1941 по 1942 год работал учителем Мурзеевской начальной школы Баймакского района Башкирской АССР. 22 августа 1942 года был призван в армию. Службу проходил в Уфе. Несмотря на свои многочисленные просьбы не был отправлен на фронт.
С 1946 года — второй секретарь Баймакского РК ВЛКСМ.
После войны окончил Башкирский государственный педагогический институт им. К. А. Тимирязева в 1950 году (ныне Уфимский университет науки и технологий), АОН при ЦК КПСС в 1962 году.
С 1948 по 1954 год инструктор, заместитель заведующего отделом, секретарь, второй секретарь, с 1951 года первый секретарь Башкирского обкома ВЛКСМ. Аспирант Академии общественных наук при ЦК КПСС (1960−1962). Диссертацию защитить не успел, так как был срочно отозван.
С 1954 по 1962 год — заведующий отделом партийных органов Башкирского обкома КПСС.
С февраля 1962 по январь 1986 года — Председатель Совета Министров Башкирской АССР.
Депутат Совета Национальностей Верховного Совета СССР 6-9 созывов (1962—1978) от Башкирской АССР. В Верховный Совет 9 созыва избран от Октябрьского избирательного округа № 511 Башкирской АССР, член Комиссии по транспорту и связи Совета Национальностей. Депутат Верховного Совета РСФСР и Верховного Совета БАССР. В 1966—1971 годах являлся членом Центральной ревизионной комиссии КПСС.
В 1986 году вышел на пенсию.
2 апреля 2000 года скончался в Уфе. Похоронен на Мусульманском кладбище у мечети «Гуфран» рядом с супругой Федорой Петровной.

## Сочинения
- Время. Люди. Мысли. — Уфа, 1995.

## Награды
- 2 ордена Ленина (1971, 1984)
- Орден Октябрьской Революции (1981)
- 2 ордена Трудового Красного Знамени (1957, 1966)
- Орден Дружбы народов (1974)
- 10 медалей СССР.

## Память
На доме № 71 по улице Коммунистической, где долго жил З. Ш. Акназаров а также на здании администрации Баймакского района установлены мемориальные доски. В Уфе переулок Бакалинский переименован в улицу Акназарова. Также его именем названы улицы в Сибае и Баймаке.
B августе 1999 года Акназарову присвоено звание «Почётный гражданин города Уфы».